# Strangalia zikani
Strangalia zikani là một loài bọ cánh cứng trong họ Cerambycidae.